# PIGS

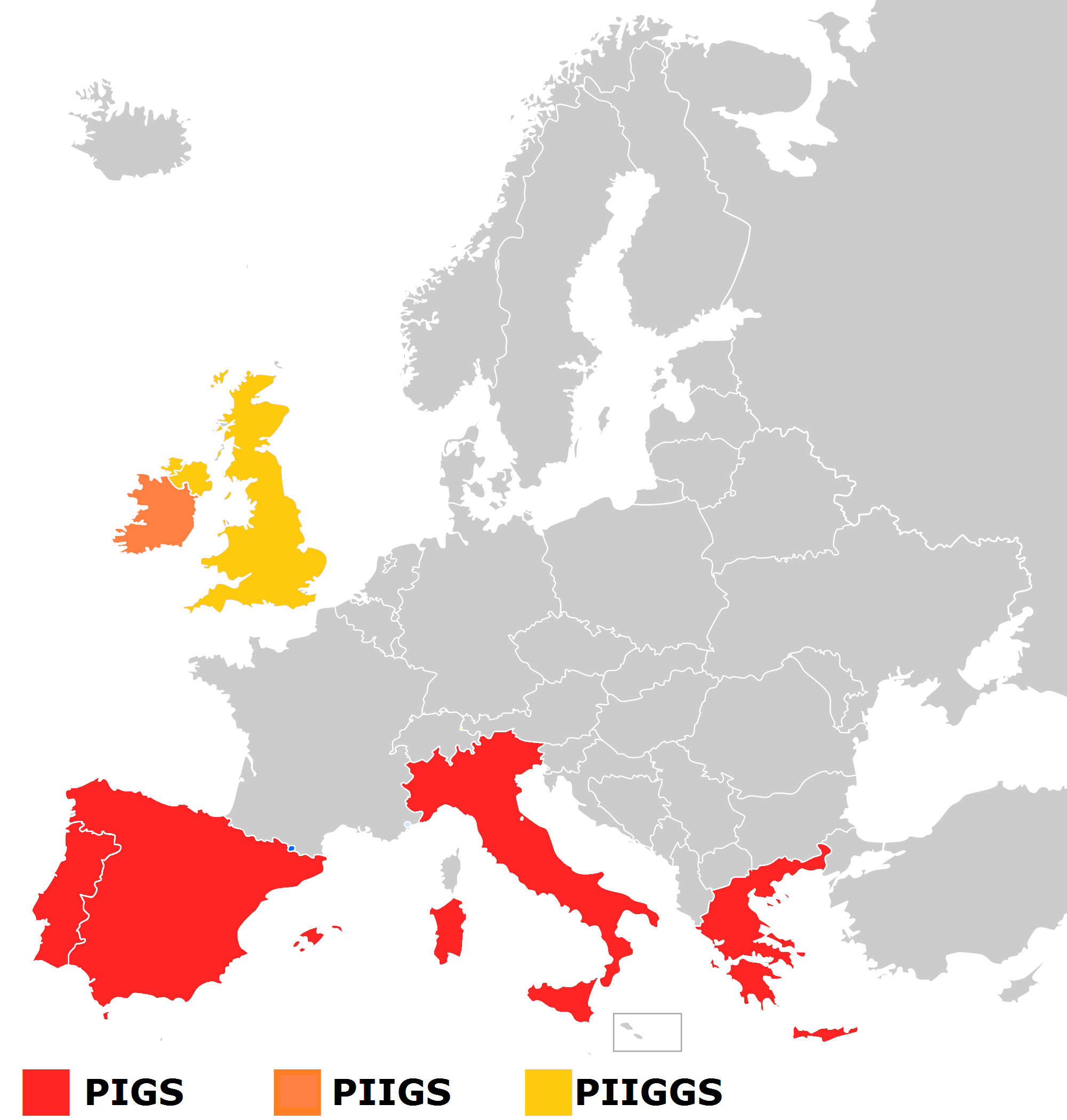
PIGS, PIIGS y PIIGGS.

PIGS es un acrónimo peyorativo en inglés con el que medios financieros anglosajones y del norte de Europa se refieren en ocasiones al grupo de cuatro países del sur de Europa conformado por Portugal, Italia, Grecia y España. Se ha solido utilizar para resaltar los problemas de déficit y balanza de pagos de dichos países. Tras la Gran Recesión, el término a veces se extendió a Irlanda (con el acrónimo PIIGS o GIPSI) e Islandia (con el acrónimo PIIIGS), dos países anteriormente considerados "ejemplares" fiscalmente que sufrieron una crisis económica más severa que la del resto de Europa. A veces, también se ha añadido a Gran Bretaña formando el acrónimo PIGGS o PIIGGS. Recientemente, se ha sugerido que Francia también debería agregarse al acrónimo debido al déficit fiscal de la deuda francesa, sustituyendo a Portugal y creando así el nuevo acrónimo FIGS.
Los acrónimos PIGS (cerdos), GIPSI (gitano) y FIGS (higos) forman palabras que aluden despectivamente a las economías de los países que conforman estas siglas.

## Historia

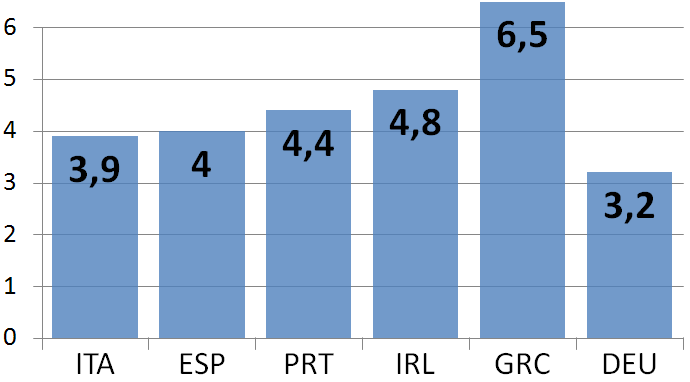
Interés de los bonos a 10 años de Portugal, Italia, Irlanda, Grecia, España y Alemania a 18 de febrero de 2010, durante la crisis de deuda europea.

El término se usa desde al menos 1997 para señalar la fragilidad del crecimiento económico de ciertas economías de países históricamente pobres de Europa, protagonistas de un nuevo crecimiento en los años 90, usado por analistas económicos, académicos y comentaristas recogiendo conceptos y esquemas del siglo XIX, ahora ya anacrónicos y desfasados, como una forma concisa de referirse a economías con problemas similares.
El término PIGS fue utilizado principalmente por medios anglosajones, especialmente británicos (por ejemplo Financial Times), para referirse a los países del sur de la Unión Europea. Estos países tienen también en común ser países de la periferia europea, lo que facilita los prejuicios históricos existentes en relación con los países mediterráneos o los prejuicios británicos sobre los irlandeses. En ocasiones también se ha utilizado la expresión economía porcina.

El diario británico hace un balance de las economías portuguesa, italiana, griega y española, a las que se refiere como "cerdos" (Pigs por sus siglas en inglés). Según el periódico, "es un apodo peyorativo, aunque refleja en gran medida la realidad" de estas economías. "Hace ocho años, los cerdos llegaron realmente a volar. Sus economías se dispararon después de unirse a la eurozona. (...) Ahora los cerdos están cayendo de nuevo a tierra", dice el diario.

En septiembre de 2008 el uso de este acrónimo por el periódico Financial Times provocó las protestas de empresarios españoles y del ministro portugués de economía. Ya había sido usado antes por publicaciones como Newsweek, The Economist o el diario The Times.
Por otra parte, las cifras que presentan estos países en contracción económica, desempleo, endeudamiento interno y externo, déficit público o burbuja inmobiliaria, no son demasiado diferentes de las de países como Estados Unidos y el Reino Unido, desde los que han provenido las principales críticas. Incluso países como España, cuarta economía de la eurozona, ha tenido menor proporción de deuda pública que los países ya mencionados, e incluso menor que Alemania, Francia e Italia. En este sentido, se ha especulado sobre la idea de que la construcción mediática del concepto puede, en realidad, haber respondido a un deseo en los grandes centros de negocios anglosajones de desviar la atención sobre su propia situación financiera y fiscal.
En el grupo de los PIGS o PIIGS se encontraban algunos que habían sido “países ejemplares” para los grupos de opinión económicos internacionales: 

Irlanda fue mostrado como un modelo de milagro económico a ser imitado por quienes quisieran salir del subdesarrollo: salarios bajos, pocas regulaciones, amplia convocatoria al capital multinacional y boom inmobiliario. 
España, país que usufructuó ampliamente la ayuda de la Unión Europea, se convenció de su prosperidad, confundiéndola con la burbuja financiera-inmobiliaria que estaba provocando transitoriamente crecimiento y empleo. 
Grecia fue generosamente ayudada por Goldman Sachs y otros bancos estadounidenses bajo investigación judicial a endeudarse y falsificar sus cuentas públicas para que la Unión Europea no lo advirtiera. Esos mismos bancos se están ocupando hoy de apostar dinero al desplome de Grecia. 
Lo interesante es que estos países han pasado de ser ejemplares, exitosos, merecedores de abundante crédito, a ser unos "PIGS".

En 2010, los cinco países mencionados (Portugal, España, Irlanda, Italia, Islandia y Grecia) presentaron tasas de crecimiento económico de los más bajos del mundo.